# Landschaftsschutzgebiet Langenkampsbach
Das Landschaftsschutzgebiet Langenkampsbach mit 14 ha Flächengröße liegt am südlichen Stadtrand von Lemgo. Es wurde 2009 mit dem Landschaftsplan Lemgo durch den Kreistag des Kreises Lippe als Landschaftsschutzgebiet (LSG) ausgewiesen. Das Landschaftsschutzgebiet Untreu liegt teilweise nur etwa 150 m vom Landschaftsschutzgebiet Langenkampsbach entfernt. 

## Beschreibung
Das LSG umfasst den 1,2 km langen größtenteils naturnahen Bachlauf des Langenkampsbaches mit zwei Quellzuläufen. Im Schutzgebiet liegen sechs nicht mehr genutzte Fischteiche und ein teilweise verlandetes Kleingewässer. Von den nicht mehr bewirtschafteten Teichen weisen einige Schwimmblattvegetation und teilweise Unterwasservegetation. Im Schutzgebiet liegen verschiedenen naturnahe feuchte Laubwaldbeständen und Grünland mit unterschiedlichen Feuchtegraden. Das Grünland war bei Ausweisung überwiegend brachgefallen. Am Bach stehen Hybridpappeln und Erlen. 
Am Spielplatz im LSG liegt ein Granitfindling mit 2,5 × 2,2 m Größe im Landschaftsschutzgebiet. Nördlich und östlich grenzt die Bebauung von Lemgo direkt an.

## Schutzzwecke für das LSG
Laut Landschaftsplan erfolgte die Ausweisung des LSG
- „zur Erhaltung und Wiederherstellung der Leistungsfähigkeit des Naturhaushaltes in ökologisch besonders wertvoll strukturierten Bereichen mit Wasser-, Klima- und Biotopschutzfunktionen,“
- „zur Erhaltung und Wiederherstellung von Quellbereichen und naturnahen Fließgewässern, Wald- und Grünlandbereichen unterschiedlicher Feuchtestufen, Feldgehölzen, Hecken und Obstwiesen,“
- „zur Erhaltung morphologisch ausgeprägter Bereiche zur Sicherung der landschaftlichen Eigenart und Vielfalt für die Erholung,“
- „zur Erhaltung wertvoller Biotopkomplexe aus Wald-Grünlandbereichen, Fließgewässern und Quellen sowie Biotopen nach § 62 LG mit wichtigen Refugial-, Puffer-, Trittstein- und Vernetzungsfunktionen,“
- „zur Erhaltung und Wiederherstellung wichtiger Rückzugsräume für die bedrohte Tier- und Pflanzenwelt,“
- „zur Sicherung der das Orts- und Landschaftsbild gliedernden und belebenden und die dörflichen Siedlungsstrukturen prägenden Freiraumelemente.“[1]

## Rechtliche Vorschriften
Im Landschaftsschutzgebiet ist unter anderem das Errichten von Bauten und Fischteichen verboten. Grün- und Brachland darf nicht in eine andere Nutzungsart umgewandelt oder umgebrochen werden.